# Єршов Петро Іванович
Петро Іванович Єршов (1889, тепер Російська Федерація — ?) — радянський діяч. Член ВЦВК. Член Центральної контрольної комісії ВКП(б) у 1925—1927 роках. 

## Життєпис
Член РКП(б) з 1921 року.
До 1924 року працював селянином на Уралі.
На 1924—1927 роки — студент Комуністичного університету імені Свердлова в Москві.
Подальша доля невідома.